# John Murray (editorial)
John Murray és una companyia editorial anglesa que al llarg de la seva història ha publicat obres de Jane Austen, Sir Arthur Conan Doyle, Lord Byron, Charles Lyell, Johann Wolfgang von Goethe, Herman Melville, Edward Whymper, i Charles Darwin. Des de l'any 2004, pertany al conglomerat Lagardère sota la marca Hachette UK.

## Història
La companyia va ser fundada a Londres el 1768 per John Murray I (1745–1793), un oficial de la marina nascut a Edimburg el qual va construir una llista d'escriptors incloent Isaac D'Israeli i va publicar l'English Review.
John Murray the elder va ser un dels patrocinadors fundadors del diari vespertí de Londres The Star el 1788.
Va ser succeït pel seu fill, John Murray II, que va fer d'aquesta editorial una de les més importants de la Gran Bretanya. Va publicar Jane Austen, Sir Walter Scott, Washington Irving, George Crabbe i molts d'altres. La seva seu al 50 Albemarle Street a Mayfair va ser el centre d'un cercle literari.
John Murray III (1808–1892) continuà el negoci i publicà la primera traducció a l'anglès de la Teoria dels colors de Johann Wolfgang von Goethe (1840), també publicà de David Livingstone els seus Missionary Travels (1857), i de Charles Darwin l'Origin of Species (1859).